# Philautus hosii
Philautus hosii é uma espécie de anfíbio da família Rhacophoridae.
Pode ser encontrada nos seguintes países: Indonésia, Malásia e possivelmente em Brunei.
Os seus habitats naturais são: florestas subtropicais ou tropicais húmidas de baixa altitude.
Está ameaçada por perda de habitat.